# Pentoffia intermedia
Pentoffia intermedia är en insektsart som beskrevs av Dietrich 2004. Pentoffia intermedia ingår i släktet Pentoffia och familjen dvärgstritar. Inga underarter finns listade i Catalogue of Life.